# Alan Wilson (Komponist)
Alan Wilson (* 1947 in Nottingham) ist ein britischer Musiker und Komponist, der mit Werken zum Neuen Geistlichen Lied international bekannt geworden ist. Sein deutsches Magnificat Meine Seele preist die Größe des Herrn hat durch das Freiburger Chorbuch in Deutschland große Verbreitung und Beliebtheit errungen.
Im Alter von 17 Jahren bekam Wilson ein Stipendium am Londoner Royal College of Music. Ein weiteres Stipendium führte ihn an das Konservatorium Amsterdam.
Von 1974 bis 1986 war er Director of Music an der Londoner Universitätskirche Christ-the-King. Für ihren Chor schrieb er zahlreiche Werke. Später übernahm Wilson die musikalische Leitung am Queen Mary College im östlichen London und an der Kirche St Mary-le-Bow. Außerdem gründete er seinen eigenen Chor, die Alan Wilson Singers.
Er gibt häufig Workshops in deutschen Diözesen (zum Beispiel an der Akademie Die Wolfsburg der Diözese Essen), vor allem mit seinen eigenen, oft neuen Arbeiten. Sein Magnificat ist zu einem seiner bekanntesten Werke in Deutschland geworden. Dieses und viele weitere seiner Arbeiten sind im Freiburger Chorbuch veröffentlicht.